# 山添直
山添 直（やまぞえ なおし、活動家名：松山 止才〈止戈〉、1905年〈明治38年〉10月28日 - 1993年〈平成5年〉5月1日）は、日本の実業家。小田急不動産第2代社長、元小田急電鉄専務取締役。

## 来歴・人物
新潟県新潟市田中町（現 新潟市中央区田中町）の新聞経営者・山添武治の次男として出生。
1922年（大正11年）3月に新潟中学校を4年で修了（四修）、1925年（大正14年）3月に新潟高等学校を卒業、1928年（昭和3年）3月に東京帝国大学経済学部経済学科を卒業。
1928年（昭和3年）10月に全国農民組合新潟県連合会書記に就任、12月に父の山添武治が創業した新潟毎日新聞社の労働争議を支援して山添武治の後輩だった社長の小柳調平に抗議文を提出、1929年（昭和4年）1月に日本共産党に入党、4月16日に日本共産党に対する一斉検挙（四・一六事件）で浅沼喜実や石田宥全と共に検挙され、5月23日に新潟刑務所に送致され、1930年（昭和5年）1月15日に新潟地方裁判所で公判が開廷すると、2月2日に懲役7年を求刑され、2月8日に治安維持法違反のため懲役6年の判決を言い渡された。
1930年（昭和5年）5月16日の東京控訴院での第二審以後に保釈されると、東京の落合町（現 新宿区）や馬込町（現 大田区）の借家で、日本共産党労働者派（解党派）の水野成夫、浅野晃、村尾薩男、田中稔男らと共同生活を送った。
1932年（昭和7年）7月に解党派が山添直を除き自首して消滅すると、山添直は母の故郷の山形県鶴岡市の荘内神社の社殿の床下や兄の山添武が住んでいた現在の東京都青梅市和田町の山奥の小屋で、時効まで潜伏生活を送った。
1942年（昭和17年）2月に東京横浜電鉄に入社、1943年（昭和18年）11月に東急企画局自動車部業務課長心得に就任、1948年（昭和23年）5月に東急自動車専務取締役に就任、1949年（昭和24年）8月に箱根登山鉄道取締役経理部長に就任、1954年（昭和29年）5月に箱根登山鉄道専務取締役に就任、1955年（昭和30年）11月に小田急電鉄取締役に就任、1959年（昭和34年）2月に小田急電鉄常務取締役に就任、1961年（昭和36年）11月に小田急電鉄専務取締役に就任、1962年（昭和37年）11月に相模鉄道取締役に就任、1964年（昭和39年）12月に小田急不動産副社長に就任、1969年（昭和44年）5月に小田急不動産第2代取締役社長に就任、1975年（昭和50年）5月に小田急不動産取締役社長を退任、小田急不動産取締役相談役に就任、1977年（昭和52年）6月に小田急電鉄取締役を退任、小田急電鉄顧問に就任。
小田原自動車工業取締役、小田急交通取締役、国際観光取締役、小田急観光取締役、箱根ロープウェイ取締役、箱根観光船社長、日本高速船社長、神奈川三菱ふそう自動車販売取締役、小田急百貨店取締役・顧問なども務めた。
西武グループとの間で繰り広げられた輸送シェア争い（箱根山戦争）において小田急グループの箱根登山鉄道、箱根ロープウェイ、箱根観光船などの指揮を執り、裁判闘争でも中心になって活動した。
1993年（平成5年）5月1日午後2時17分に東京都世田谷区上祖師谷の至誠会第二病院で急性心不全のため死去、87歳没。告別式は東京都新宿区南元町の千日谷会堂で執り行われた。

## 栄典・表彰
- 1967年（昭和42年）6月21日 - 運輸大臣表彰「多年にわたり鉄道事業の経営にあたるとともに関係団体の要職にあって激増する旅客輸送の解決にあるいは沿線地域の開発に努力し都市交通難の緩和に寄与」[38]
- 1975年（昭和50年）11月3日 - 勲三等瑞宝章[39]

## 家族・親戚
- 山添武治 - 父、自由民権運動家、実業家、新潟毎日新聞社創業者・専務理事。
- 山添三郎 - 弟、生化学者、群馬大学名誉教授。
- 中村為治 - 義兄（姉の夫）、イギリス文学者。
- 渕倫彦 - 娘婿（長女の夫）、カノン法学者、東京都立大学名誉教授[40]。
- 本間順治 - 従兄（母の長姉の四女の夫）、刀剣学者、本間美術館初代館長。
- 小山孫次郎 - 従弟（母の長姉の次男）、旧酒田市第8-10代市長。
- 田中正佐 - 従弟（母の長妹の三男）、実業家、東急百貨店第3代社長。
- 坂部重寿 - 叔父（母の次妹の夫）、書家、化学者、元新潟大学理学部教授。
- 三矢宮松 - 叔父（母の三妹の夫）、内務官僚、宮内官僚、元帝室林野局長官。
- 江原万里 - 叔父（母の五妹の夫）、経済学者、キリスト教伝道者。矢内原伊作 - 従弟、江原万里の長女の夫、哲学者、法政大学名誉教授。
- 黒崎幸吉 - 叔父（母の長弟）、聖書学者、キリスト教伝道者。
- 黒崎研堂 - 祖父（母の父）、書家、旧庄内藩藩士。

## 著作物

### 著書
- 『折り折りの記』スタッフ・コア、1975年。

### 編書
- 『黒﨑研堂 庄内日誌 第一巻』久保威夫・田中正臣[共編]、酒井忠明[序]、黒崎研堂 庄内日誌刊行会、1984年。
- 『黒﨑研堂 庄内日誌 第二巻』久保威夫・田中正臣[共編]、黒崎研堂 庄内日誌刊行会、1986年。

### 訳書
- 『ローザ政治論集 彼女の過失とその訂正』ローザ・ルクセンブルク[著]、叢文閣、1927年。
- 『勞農ロシヤの敎育制度』スコット・ニアリング[著]、叢文閣、1928年。
- 『フオードかマルクスか』ヤコブ・ヴァルヒャー（ドイツ語版）[著]、上野書店、1929年。